# (3201) Sijthoff
(3201) Sijthoff ist ein Asteroid des inneren Hauptgürtels, der am 24. September 1960 vom niederländischen Forscherteam Cornelis Johannes van Houten, Ingrid van Houten-Groeneveld und Tom Gehrels im Rahmen des Palomar-Leiden-Surveys entdeckt wurde.
Mit der Benennung des Asteroiden wurde der niederländische Verleger Albert Willem Sijthoff geehrt, der 1934 das Sijthoff-Planetarium in Den Haag gegründet hat.